# The Private Life of the Gannets

The Private Life of the Gannets est un court métrage de fiction britannique réalisé par le biologiste Julian Huxley et sorti en 1934.

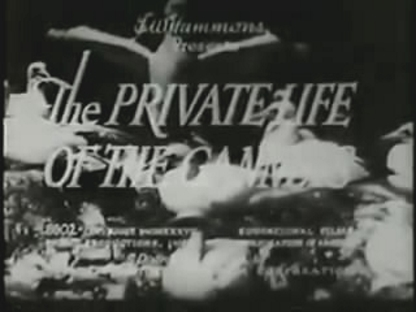
Extrait du court métrage

Il a reçu l'Oscar du meilleur court métrage en prises de vues réelles lors de la 10e cérémonie des Oscars et une mention spéciale au Festival de Venise en 1935.

## Fiche technique
- Réalisation : Julian Huxley
- Production :  London Film Productions, Skibo Productions, Educational Films Corporation of America
- Photographie : Osmond Borradaile[2]
- Lieu de tournage : île Grassholm au Pays de Galles
- Narrateur : A.L. Alexander
- Date de sortie : 1934